# Bekkjarvik
Bekkjarvik es una localidad del municipio de Austevoll en la provincia de Hordaland, Noruega. Se ubica en el noreste de la isla de Selbjørn. Posee 485 habitantes y una superficie de 0,77 km².
En un principio la localidad fue un centro de intercambio, contando con una posada datada del siglo XVII. En la actualidad la posada sigue en funcionamiento y en conjunto con la pesca sustentan la economía local. La iglesia de Bekkjarvik tiene su sede aquí desde 1895. El puente Selbjørn conecta Bekkjarvik con la isla de Huftarøy.